# حمامى عديدة الأشكال

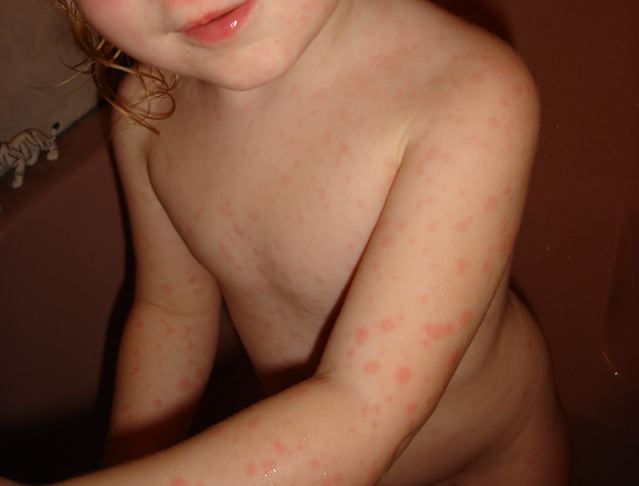
حمامى متعددة الأشكال

حمامى عديدة الأشكال أو  حمامى متعددة الأشكال هو مرض جلدي مخاطي حاد، تتطور فيه اللطاخات، الحويصلات، الحطاطات، والفقاعات الحمامية على الجلد والغشاء المخاطي.

## أسباب المرض
1. أسباب مناعية: والتي قد تكون ردة فعل مناعية بواسطة مضادات الأجسام، أو ردة الفعل المناعية بواسطة الخلايا اللمفاوية(مناعة خلوية).
2. أسباب محفزة: إن هذا المرض قد يحفَز بسبب عدوى فيروسية، أو بسبب أدوية تناولها المريض لمدة طويلة مثل المضادات الحيوية كاللسفوناميدات أو الأدوية المضادة للالتهاب اللاستيروئيدية.

## الأنواع
1. الحمامي متعددة الأشكال الصغرى.
2. متلازمة steven-Johnson.
3. انحلال البشرة النخري السمي أو Lyell's disease
4. الحمامي متعددة الأشكال مترافقة بالحلأ.

## الحمامي متعددة الأشكال الصغرى
العمر: غالباً ما يصيب هذا المرض الأطفال أو البالغين الشباب.
الآفات الجلدية: أماكن الإصابة الشائعة هي: الاكف وباطن الاقدام والعضلات الباسطة الجانب للركبة أو المرفق، وغالبا ماتكون الإصابة متناظرة وثنائية (مثال: اليدين. الرجلين..الخ).
الآفات الفموية: تتواجد في أي مكان في الفم(الشفة، اللسان، اللثة، الحنك, الخد), المكان الأكثر إصابة هي الشفة، والمكان الأقل شيوعاً هي اللثة.
الظواهر السريرية: الآفات الفموية تظهر إما مترافقة بآفات جلدية، أو قد تكون الظواهر الوحيدة لهذا المرض، تبدأ الآفة الفموية كفقاعة هالوية حمراء، تنفجر الفقاعة مسببة تقرح، دامي, غير منتظم، وعميق.
تؤول هذه الآفة إلى الشفاء دون ترك أي ندبة خلال 2-3 أسابيع.
شكوى المريض: عدم القدرة على الأكل، تواجد دائم للدم في الفم، لعاب شائب.
الظواهر الجهازية: الحمى، والتوعك.
إن هذا المرض ناكس معاود، يتكرر حدوثه في الربيع أو الخريف.

## متلازمة Steven-Johnson
العمر: تصيب هذه المتلازمة أي عمر من الأعمار.
الظواهر السريرية: بداية مفاجئة للتوعك أو الحمى. المرضى لا يعانون من أعراض وبشكل مفاجئ وبأقل من 24 ساعة تبدأ الآفات الجلدية والفموية.
الآفة الفموية: أكثر شدة من الحمامى الصغرى.
الآفة الجلدية: آفة حويصلية فقاعية معممة.
الآفة العينيية: تقرحات قرنية التي قد تنتهي بالعمى، الرمد.
آفة الأعضاء التناسلية: تقرح المهبل والفرج عند النساء.

## انحلال البشرة النخري السمي أو ما يسمى Lyell's disease
الآفة الجلدية: فقاعة كبيرة تسبب فصل البشرة بصفائح كبيرة عن الجلد مسببة بذلك مظهر مسمط للجلد.
الآفة الفموية: تصيب فقط 1 من 3 حالات وهي ذات تأثير لايذكر مقارنة بالآفات الجلدية.
السيرة المرضية: تناول المريض للمضادات الحيوية مثل السلفوناميدات......الخ، إضافة إلى معاناة المريض من العدوى الفيروسية.
طريقة العلاج:
1. الحالات المتوسطة الشدة: تعالج بالتخدير الموضعي، وبالحمية السائلة.
2. الحالات الشديدة الشدة: تعالج بواسطة الستيروئيدات الجهازية، وتختلف جرعة الدواء باختلاف شدة المرض من 30إلى 50مغ يومياً لعدة أيام ثم تقلل تدريجياً لإيقافها.

## الحمامي متعددة الأشكال المترافقة بالحلأ
يمكن تجنب الحلأ البسيط بواسطة
1. كريمات حاجزة لأشعة الشمس
2. اسيكلوفيرات وقائية.